# Aérodrome de Saint-Jean-d'Avelanne
 (avril 2025).
L’aérodrome de Saint-Jean-d'Avelanne (code OACI : LFKH) est un aérodrome du département de l'Isère, situé entre Pont-de-Beauvoisin et Saint-Jean-d'Avelanne.

## Situation
L'aérodrome est situé à 2 km au Sud-Sud-Est de Pont-de-Beauvoisin.

## Agrément
L'aérodrome de Saint-Jean-d'Avelanne fait partie de la liste n°3 (aérodromes à usage restreint) des aérodromes autorisés au 31 janvier 2010 (décret : NOR :DEVA1012766K ). Réservé aux avions et aux planeurs à dispositif d'envol incorporé dont les pilotes répondent à l'une des conditions suivantes : soit disposer d'une qualification de vol en montagne, soit avoir été reconnus aptes à utiliser l'aérodrome par un instructeur ou par le directeur de la sécurité de l'aviation civile Centre-Est. Utilisable par les autres aéronefs dans les conditions définies par le directeur de la sécurité de l'aviation civile Centre-Est.

## Rattachements
Saint-Jean-d'Avelanne est un petit aérodrome ne disposant pas de services de la DGAC. Pour l'information aéronautique, la préparation des vols et le dépôt des plans de vol il est rattaché au BRIA (Bureau Régional d'Information Aéronautique) de l'Aéroport de Lyon-Saint-Exupéry. Le suivi des vols sous plan de vol  et le service d'alerte sont assurés par le BTIV (Bureau de Transmission de l'Information de Vol) du Centre en route de la navigation aérienne Sud-Est situé à Aix-en-Provence.